# Leucocintractia portus-argenti
Leucocintractia portus-argenti är en svampart som först beskrevs av Raffaele Ciferri, och fick sitt nu gällande namn av M. Piepenbr. 2000. Leucocintractia portus-argenti ingår i släktet Leucocintractia och familjen Anthracoideaceae.   Inga underarter finns listade i Catalogue of Life.